# 小野尊光
小野 尊光（おの たかてる）は、明治から昭和期の神職、政治家、華族。貴族院男爵議員。天葺根命95代。

## 経歴
出雲国神門郡日御碕（現島根県出雲市大社町日御碕）で日御碕神社神職、94代天葺根命・小野尊安の長男として生まれる。明治5年3月12日（1872年4月19日）父の隠居に伴い家督を継承し尊光と改名。1873年（明治6年）10月、華族に列し、1884年（明治17年）7月8日に男爵を叙爵した。
家督継承後、日御碕神社権宮司に任じられ、以後、同社権中講義、同宮司・権大講義、兼権少教正を歴任。この間、遷宮を行った。
1901年（明治34年）4月27日、日御碕神社宮司を辞任。同年6月6日、貴族院男爵議員補欠選挙で当選し、1911年（明治44年）7月9日まで2期在任した。この間、山陰本線の建設、日御碕灯台の設置、沿岸道路の整備などに尽力した。
1936年（昭和11年）5月30日に隠居し、長男・尊正が同年7月1日に男爵を襲爵した。

## 親族
- 母：小野豊子 - 千家尊孫女[1]
- 妻：小野鑇子[注 1] - 旧松江藩士塩見小兵衛長女[1]
  - 長男：小野尊正[1][3]
    - 長男妻：小野米子 - 佐野常民の孫、佐野常羽の姪、有馬頼多の元妻
    - 長男二女：小野鑑子 - 大島一郎（中日新聞社主、東海テレビ・東海ラジオ創業者）の妻

  - 長女：千家綏子 - 千家尊愛夫人[1]
  - 三女：黒住曾子 - 黒住宗子夫人[1]
  - 五女：黒住富子 - 黒住宗子夫人[1]
  - 六女：成瀬吉子 - 成瀬政彦夫人成瀬光太郎長男[1]
  - 次男：小野敏功[4]
  - 三男：小野友直 - 日御碕神社禰宜[4]
  - 四男：瀬川鐵丸 - 瀬川岩蔵養子[4][14]
  - 七女：森谷美津子 - 森谷和一郎夫人[4]
- 妾：日置ユキ[4]
  - 庶女：紙谷鶴子 - 紙谷健雄夫人[4]
  - 庶子：一色節夫 - 一色鉚三郎養子[15]
  - 庶子：日置邦範 - 生母日置ユキの養子[4]